# Црвена Волта
Црвена Волта је река у западној Африци, десна притока Беле Волте. Извире и великим делом тече кроз Буркину Фасо. У Белу Волту се улива на северу Гане.